# Caryomyia cilidolium
Caryomyia cilidolium är en tvåvingeart som beskrevs av Gagne 2008. Caryomyia cilidolium ingår i släktet Caryomyia och familjen gallmyggor. Inga underarter finns listade i Catalogue of Life.